# Margarida Feliu i Portabella
Margarida Feliu i Portabella   (Viladrau, 28 de maig de 1961) és una educadora ambiental, batllesa de Viladrau des de 2023, ex-batllessa de Viladrau (2015-2019) i diputada al Parlament de Catalunya (13a legislatura) per Esquerra Republicana de Catalunya.
Llicenciada en ciències de l'educació (pedagogia) per la Universitat de Barcelona, va ser creadora del Centre d'Educació Ambiental Santa Marta a Viladrau (1985) i de l'empresa Viladraueducacio.com (2004). Coordinadora del programa Escoles + Sostenibles, de l'Ajuntament de Barcelona (2010-2015). Assessora del programa Escoles Verdes, de la Generalitat de Catalunya, d'ençà del 1998. Formadora de professorat i de diversos màsters i postgraus d'educació ambiental. Va ser alcaldessa de Viladrau (2015-2019) i vicepresidenta del Consell Comarcal d'Osona, responsable de l'Àrea de Medi Ambient i Sostenibilitat (2019-2023).
El 2023 recuperà l'alcaldia de Viladrau i fou nomenada diputada al Parlament després de la renúncia d'El Homrani.